# Vela nos Jogos Pan-Americanos de 2015 - Lightning
A competição da classe lightning foi um dos eventos da vela nos Jogos Pan-Americanos de 2015, em Toronto. Foi disputada na Sugar Beach, entre os dias no dia 12 e 19 de julho. 

## Calendário
Horário local (UTC-4).
| Data        | Horário | Fase              |
| ----------- | ------- | ----------------- |
| 12 de julho | 11:35   | Regata 1          |
| 13 de julho | 11:35   | Regata 2, e 3     |
| 14 de julho | 11:35   | Regata 4 e 5      |
| 15 de julho | 11:35   | Regata 6 e 7      |
| 16 de julho | 11:35   | Regata 8, 9, e 10 |
| 17 de julho | 11:35   | Regata 11 e 12    |
| 19 de julho | 13:45   | Regata final      |

## Medalhistas
|  | ARG Argentina                               |  | USA Estados Unidos                           |  | BRA Brasil                                    |
|  | Nicolás Fracchia Javier Conte María Salerno |  | Justin Coplan Caroline Patten Danielle Prior |  | Cláudio Biekarck Gunnar Ficker María Altimira |

## Resultados
| Pos.              | Velejador                                       | Nacionalidade      | Regata | Regata | Regata | Regata | Regata | Regata | Regata  | Regata  | Regata | Regata | Regata | Regata | Regata | Total Pontos | Pontuação final |
| Pos.              | Velejador                                       | Nacionalidade      | 1      | 2      | 3      | 4      | 5      | 6      | 7       | 8       | 9      | 10     | 11     | 12     | F      | Total Pontos | Pontuação final |
| ----------------- | ----------------------------------------------- | ------------------ | ------ | ------ | ------ | ------ | ------ | ------ | ------- | ------- | ------ | ------ | ------ | ------ | ------ | ------------ | --------------- |
| Medalha de ouro   | Nicolás Fracchia María Salerno Javier Conte     | ARG Argentina      | 3      | 2      | 1      | 1      | 2      | 2      | 3       | 3       | 1      | (5)    | 1      | 2      | 4      | 30           | 25              |
| Medalha de prata  | Justin Coplan Caroline Patten Danielle Prior    | USA Estados Unidos | 1      | 1      | 6      | (7)    | 4      | 3      | 1       | 2       | 2      | 2      | 3      | 6      | 6      | 44           | 37              |
| Medalha de bronze | Cláudio Biekarck Gunnar Ficker María Altimira   | BRA Brasil         | 2      | 3      | 2      | 2      | 3      | 5      | (6)     | 1       | 4      | 3      | 4      | 5      | 10     | 49           | 43              |
| 4                 | Tito González Trinidad González Cristian Herman | CHI Chile          | (5)    | 4      | 4      | 4      | 1      | 1      | 2       | 5       | 5      | 1      | 5      | 4      | 8      | 49           | 44              |
| 5                 | Jamie Allan Chantal Leger Jay Deakin            | CAN Canadá         | 4      | 5      | 5      | 5      | 5      | 5      | (8) OCS | 4       | 3      | 7      | 6      | 3      | 2      | 62           | 54              |
| 6                 | Julio Vélez Juan Santos Dillon Maria Rodriguez  | ECU Equador        | (7)    | 6      | 7      | 6      | 7      | 6      | 4       | 6       | 7      | 4      | 2      | 1      |        | 63           | 56              |
| 7                 | Raymond Jacob Loreana Jacob Julian Ramirez      | COL Colômbia       | 6      | 7      | 3      | 3      | 6      | 7      | 5       | (8) RET | 6      | 6      | 7      | 7      |        | 71           | 63              |

Legenda
| Recorde mundial                  | Recorde mundial (World record)               |                       | Recorde africano                      | Recorde africano (African) |                                           | Q | Classificado por posição (Qualified) |
| Recorde dos Jogos Pan-Americanos | Recorde pan-americano (Pan-American record)  | Recorde da América    | Recorde da América (Americas)         | q                          | Classificado por melhor tempo (Qualified) |   |                                      |
| Melhor marca do ano              | Melhor marca do ano (World leading)          | Recorde asiático      | Recorde asiático (Asian)              | DNS                        | Não largou (Did not start)                |   |                                      |
| Recorde nacional                 | Recorde nacional (National record)           | Recorde europeu       | Recorde europeu (European)            | DNF                        | Não terminou (Did not finish)             |   |                                      |
| Recorde pessoal                  | Recorde pessoal do atleta (Personal best)    | Recorde da Oceania    | Recorde da Oceania (Oceania)          | DSQ / DQ                   | Desclassificado (Disqualified)            |   |                                      |
| Recorde da temporada             | Recorde da temporada do atleta (Season best) | Recorde sul-americano | Recorde sul-americano (South America) | NM                         | Sem marca (No mark)                       |   |                                      |

### Vela
| M   | Regata da Medalha da qual só participam os dez primeiros colocados das regatas anteriores  |  |  | CAN | Regata cancelada |
| BFD | Desclassificado por bandeira preta (Black Flag Disqualified)                               |  |  |     |                  |
| UFD | Desclassificado por bandeira "U" (U Flag Disqualified)                                     |  |  |     |                  |
| OCS | Largada queimada (On the Course Side of the starting line)                                 |  |  |     |                  |
| DNE | Desclassificação sem eliminação (infração a um item do regulamento da prova – Did Not End) |  |  |     |                  |